# Serjania calligera
Serjania calligera är en kinesträdsväxtart som beskrevs av Ludwig Radlkofer. Serjania calligera ingår i släktet Serjania och familjen kinesträdsväxter. Inga underarter finns listade i Catalogue of Life.